# Orchestre symphonique de Prague

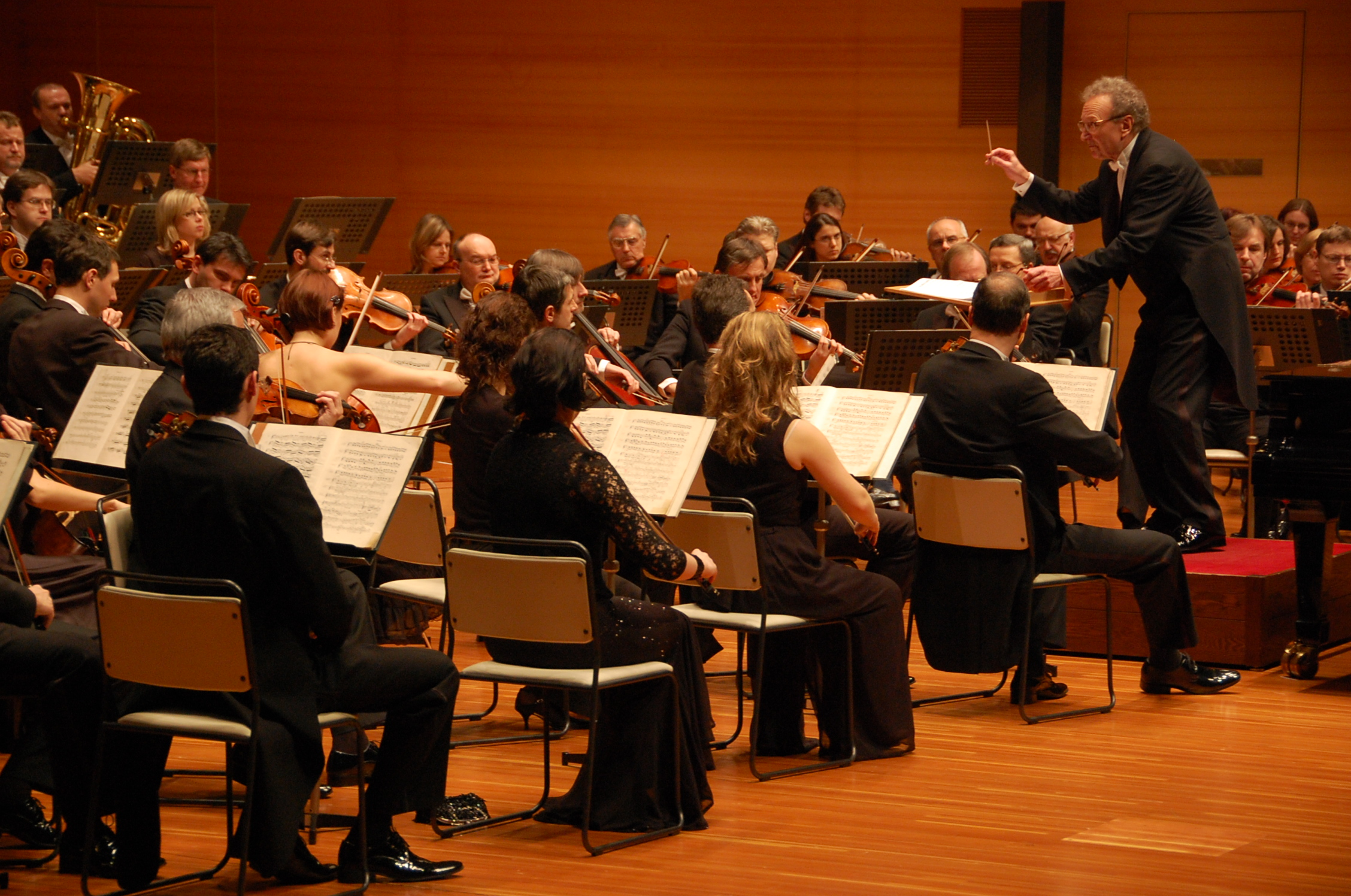

L'Orchestre symphonique de Prague (Symfonický Orchestr Prahy FOK en tchèque, abrégé en FOK) est un orchestre symphonique de République tchèque. 

## Histoire
Fondé à l'automne 1934 par le chef d'orchestre Rudolf Pekárek, l'orchestre adopte le concept Film-Opéra-Concert, d'où son acronyme FOK en tchèque. Son répertoire est ouvert à la création contemporaine.
Cet orchestre se produit en Europe, au Japon, ainsi qu'aux États-Unis.
Pour la saison 2006-2007, Jiří Kout a le titre de chef d'orchestre. Serge Baudo est chef lauréat, Petr Altrichter chef d'orchestre principal, et Libor Pešek premier chef invité.
En 2023, Tomáš Netopil (en) est nommé directeur musical de l’Orchestre symphonique de Prague à compter de la saison 2025-2026, pour succéder à Tomáš Brauner, en poste depuis 2020.

## Direction musicale
- Václav Smetáček (1942–1972)
- Ladislav Slovák (1972–1976)
- Jindřich Rohan (1976–1977)
- Jiří Bělohlávek (1977–1989)
- Petr Altrichter (1990–1992)
- Martin Turnovský (1992–1995)
- Gaetano Delogu (1995–1998)
- Serge Baudo (2001–2006)
- Jiří Kout (2006–2013)
- Pietari Inkinen (2015–2020)
- Tomáš Brauner (depuis 2020)

## Participation de l'orchestre à des films
- 1935 : Tatranská romance